# Marvila (Lisboa)
Marvila é uma freguesia portuguesa do município de Lisboa, pertencente à Zona Oriental da capital, com 7,12 km² de área e 35 479 habitantes (censo de 2021). A sua densidade populacional é 4 983 hab./km².

## Descrição
O sítio de Marvila, tão velho quanto a fundação da nacionalidade, é dos bairros mais típicos da zona oriental da cidade de Lisboa. Até ao século XIX, sucediam-se agradáveis quintas nesta vasta zona de Lisboa e era grande a fertilidade das terras banhadas pelo Tejo.
Era até há pouco tempo uma freguesia essencialmente rural, onde proliferavam as quintas e as hortas. Ainda hoje os exemplos são fáceis de detetar: a Quinta dos Ourives, a da Rosa, a das Flores, a das Amendoeiras, a do Leal, a do Marquês de Abrantes… Estas propriedades eram exploradas, na sua maioria, por gentes originárias do norte do País e abasteciam os mercados ambulantes, espalhados pelo bairro, pela vizinhança e, mais tarde, por toda a Capital. Ao antigo mercado da Praça da Ribeira, a mercadoria chegava transportada por carroças. Essa população originária do norte trouxe muitos dos seus hábitos e costumes, nomeadamente, a Feira da Espiga, que poderá ter origem num costume dos hortelões nortenhos. Mas de zona rural, Marvila transformou-se, com o passar dos anos, em zona urbana de fisionomia bairrista e fabril. Todavia, ainda hoje se vêem vestígios de uma grande atividade hortícola. O palácio do Marquês de Abrantes, na rua de Marvila, ou o da Mitra, na rua do Açúcar, são verdadeiros exemplares dos vários solares que ali foram edificados. Também os monumentos de carácter religioso abundavam, como o antigo Mosteiro de Marvila. No século XX, continuou a instalação de unidades fabris desde a rua do Açúcar até Braço de Prata. São deste período as tanoarias da rua Capitão Leitão e os armazéns de vinhos de Abel Pereira da Fonseca (que, pouco antes de morrer disse a seus descendentes "enquanto o Tejo tiver água, nunca deve faltar vinho a Lisboa"). Hoje, estes armazéns estão transformados em centros culturais.
A atual Marvila, freguesia criada pelo Dec.-Lei 42.142 de 7 de fevereiro de 1959, é bem significativa da zona periférica de uma grande cidade europeia em franco crescimento. Beneficiou, consideravelmente, com a realização do grande evento que foi a Expo 98.
O seu padroeiro é Santo Agostinho.
A Junta de Freguesia de Marvila está sediada na Av. Paulo VI, nº 60, 1950-231 Lisboa. Tem um sítio na Internet e um jornal mensal e gratuito para todos os habitantes de Marvila.

## Demografia
A população registada nos censos foi:
| Ano  | 0-14 Anos | 15-24 Anos | 25-64 Anos | > 65 Anos |
| 2001 | 5981      | 6513       | 20961      | 5312      |
| 2011 | 5257      | 4448       | 21272      | 7125      |
| 2021 | 4698      | 3751       | 18489      | 8541      |

Criada pelo decreto-lei nº 42.142, de 07/02/1959. Limites alterados pela Lei n.º 56/2012, de 8 de novembro.

## Património
- Portal e galilé
- Antigo Convento de São Félix e Santo Adrião
- Capela do Asilo dos Velhos
- Capela da Mansão de Santa Maria de Marvila
- Capela do Antigo Convento de Nossa Senhora da Conceição
- Igreja Paroquial de Santo Agostinho a Marvila
- Instituto Superior de Engenharia de Lisboa
- Loja do Cidadão, no Centro Comercial Pingo Doce Belavista
- Parque Urbano do Vale Fundão
- Sede do Clube Oriental de Lisboa (futebol e natação)

## Ordenação heráldica do brasão
Escudo de Prata, dois perfis de carril negro e uma roda dentada de vermelho; campanha ondada a azul e prata. Coroa mural de prata de três torres. Listel branco, com legenda a negro: MARVILA - LISBOA.
Os símbolos heráldicos representam:
Carril (símbolo que representa os caminhos de ferro um dos pólos de desenvolvimento da freguesia);
Roda dentada (significativa da existência de grande número de unidades industriais);
Ondeado de duas faixas de azul e uma de prata (referência ao Rio Tejo que banha a freguesia e que foi um dos grandes meios do seu desenvolvimento).

## Arruamentos

Ajustes, ocorridos em 2012, aos limites da freguesia de Marvila.

A freguesia de Marvila foi uma das mantidas aquando da reorganização administrativa da cidade de Lisboa, sofrendo apenas pequenos ajustes nos limites com as freguesias vizinhas.
A freguesia contém 160 arruamentos. São eles:
- Alto das Conchas
- Avenida Avelino Teixeira da Mota
- Avenida Carlos Pinhão[nota 1]
- Avenida Cidade de Bratislava
- Avenida da Ucrânia
- Avenida do Santo Condestável
- Avenida Dr. Arlindo Vicente
- Avenida Dr. Augusto de Castro
- Avenida Francisco Salgado Zenha
- Avenida François Mitterrand
- Avenida Infante Dom Henrique[nota 2]
- Avenida João Paulo II
- Avenida José Régio[nota 3]
- Avenida Marechal António de Spínola[nota 4]
- Avenida Marechal Gomes da Costa[nota 5]
- Avenida Paulo VI
- Avenida República da Bulgária
- Avenida Vergílio Ferreira
- Azinhaga da Bela Vista
- Azinhaga da Maruja
- Azinhaga da Quinta do Alfenim
- Azinhaga da Salgada[nota 6]
- Azinhaga da Troca
- Azinhaga das Veigas
- Azinhaga do Armador
- Azinhaga do Baptista
- Azinhaga do Ferrão
- Azinhaga do Planeta[nota 6]
- Azinhaga do Poço de Cortes
- Azinhaga do Pombeiro[nota 7]
- Azinhaga do Vale Fundão
- Azinhaga dos Alfinetes
- Beco da Mitra
- Beco das Taipas
- Calçada da Picheleira[nota 6]
- Calçada do Duque de Lafões[nota 6]
- Calçada do Perdigão
- Calçada dos Vinagreiros
- Estrada de Marvila[nota 6]
- Largo Álvaro de Andrade
- Largo Artur Bual
- Largo Associação Ester Janz
- Largo da Quinta das Salgadas
- Largo das Roseiras
- Largo do Broma
- Largo dos Castanheiros da Índia
- Largo Frederico Valsassina
- Largo Luís Dourdil
- Largo Vitoriano Braga
- Passeio Eunice Muñoz
- Praça David Leandro da Silva
- Praça Dr. Fernando Amado
- Praça Eduardo Mondlane
- Praça Raúl Lino
- Praça 25 de Abril
- Rua Acácio Barreiro
- Rua Atriz Palmira Bastos
- Rua Adães Bermudes
- Rua Adelino Nunes
- Rua Afonso Annes Penedo
- Rua Águeda Sena
- Rua Alberto José Pessoa
- Rua Alfredo Duarte (Marceneiro)
- Rua Álvaro Machado
- Rua «Amigos de Lisboa»
- Rua Amorim
- Rua André Vidal de Negreiros
- Rua António Gedeão
- Rua Aquilino Ribeiro
- Rua Armandinho
- Rua Artur Duarte
- Rua Bento Gonçalves
- Rua Bento Mântua
- Rua Botelho de Vasconcelos
- Rua Capitão Leitão
- Rua Capitão-Mor Lopes de Sequeira
- Rua Carlos Gentil
- Rua Carlos Gil
- Rua Cassiano Branco
- Rua Celeste Rodrigues
- Rua Chianca de Garcia
- Rua Conselheiro Emídio Navarro
- Rua da Fábrica de Material de Guerra
- Rua da Fraternidade Operária
- Rua de Cima [nota 6]
- Rua de José do Patrocínio
- Rua de Marvila
- Rua de Ovar
- Rua Dinah Silveira de Queiroz
- Rua Direita de Marvila
- Rua do Açúcar
- Rua do Beato[nota 6]
- Rua do Telhal
- Rua do Vale Formoso[nota 8]
- Rua do Vale Formoso de Cima
- Rua Domingos Parente
- Rua Dr. Estêvão de Vasconcelos
- Rua Dr. José Espírito Santo
- Rua Duarte Lopes
- Rua Eduarda Lapa
- Rua Engº Cunha Leal
- Rua Engº Ferreira Dias
- Rua Engº Rodrigues de Carvalho
- Rua Ernesto Rodrigues
- Rua Félix Bermudes
- Rua Fernanda Montemor
- Rua Fernando Farinha
- Rua Fernando Maurício
- Rua Fernando Palha
- Rua Ferreira de Castro
- Rua Gabriel Constante
- Rua Georgina Ribas
- Rua Gilberto Freyre
- Rua Gomes de Brito
- Rua Jaime Cortesão
- Rua João César Monteiro
- Rua João Graça Barreto
- Rua João José Cochofel
- Rua João Palma-Ferreira
- Rua Jorge Amado
- Rua José Domingos Barreiros
- Rua José Luís Monteiro
- Rua Keil do Amaral
- Rua Lino Ferreira
- Rua Luís Cristino da Silva
- Rua Luís de Sttau Monteiro
- Rua Luísa Neto Jorge
- Rua Luiz Pacheco
- Rua Madalena Iglésias
- Rua Madre Teresa de Calcutá
- Rua Manuel Caetano de Sousa
- Rua Manuel Teixeira Gomes
- Rua Maria José Nogueira Pinto
- Rua Mário Botas
- Rua Miguel de Oliveira[nota 6]
- Rua Miguel Nogueira Júnior
- Rua Norte Júnior
- Rua Oliveira Cadornega
- Rua Padre António Ferreira
- Rua Pardal Monteiro
- Rua Paulo Dias de Novais
- Rua Pedro Cruz
- Rua Pedro de Azevedo
- Rua Pedro Homem de Melo
- Rua Pedro José Pezerat
- Rua Pereira Henriques
- Rua Prof. Lopo de Carvalho
- Rua Ricardo Ornelas
- Rua Rui de Sousa
- Rua Rui Grácio
- Rua Salgueiro Maia
- Rua Santo Agostinho
- Rua Severo Portela
- Rua Sousa Bastos
- Rua Teresa Tarouca
- Rua Tomás Alcaide
- Rua Xavier de Magalhães
- Rua Zófimo Pedroso

## Política

### Eleições autárquicas
| Data | %     | M  | %       | M       | %     | M     | %       | M       | %      | M      | %         | M         | %    |    | %      | M      | %       | M       | %   | M   | %    | M    | %    | M    |
| Data | PS    | PS | APU/CDU | APU/CDU | GDUPs | GDUPs | PPD/PSD | PPD/PSD | CDS-PP | CDS-PP | PCTP/MRPP | PCTP/MRPP | AD   | AD | PS-CDU | PS-CDU | PSD-CDS | PSD-CDS | PRD | PRD | B.E. | B.E. | PMMI | PMMI |
| ---- | ----- | -- | ------- | ------- | ----- | ----- | ------- | ------- | ------ | ------ | --------- | --------- | ---- | -- | ------ | ------ | ------- | ------- | --- | --- | ---- | ---- | ---- | ---- |
| 1976 | 37,75 | 7  | 33,41   | 6       | 8,47  | 1     | 8,00    | 1       | 5,10   | -      | 2,79      | -         |      |    |        |        |         |         |     |     |      |      |      |      |
| 1979 |       |    |         |         |       |       |         |         |        |        |           |           |      |    |        |        |         |         |     |     |      |      |      |      |
| 1982 | 32,15 | 9  | 43,83   | 13      | 1,07  | -     | 17,33   | 5       |        |        |           |           |      |    |        |        |         |         |     |     |      |      |      |      |
| 1985 | 25,36 | 5  | 45,02   | 10      | 21,46 | 4     | 2,06    | -       |        |        |           |           |      |    |        |        |         |         |     |     |      |      |      |      |
| 1989 |       |    |         |         |       |       | 3,84    | -       | 64,05  | 14     | 21,80     | 5         | 5,37 | 1  |        |        |         |         |     |     |      |      |      |      |
| 1993 | 18,40 | 4  | 5,19    | 1       | 4,60  | 1     | 64,84   | 14      |        |        |           |           |      |    |        |        |         |         |     |     |      |      |      |      |
| 1997 |       |    |         |         | 5,92  | 1     | 65,12   | 14      | 23,71  | 5      |           |           |      |    |        |        |         |         |     |     |      |      |      |      |
| 2001 | 25,33 | 5  | 7,57    | 1       | 2,95  | -     | 54,82   | 12      |        |        | 4,40      | 1         |      |    |        |        |         |         |     |     |      |      |      |      |
| 2005 | 33,22 | 7  | 25,00   | 6       | 22,58 | 5     | 2,64    | -       | 3,70   | -      |           |           | 6,82 | 1  |        |        |         |         |     |     |      |      |      |      |
| 2009 | 43,94 | 10 | 16,87   | 3       |       |       |         |         | 2,03   | -      | 25,83     | 5         | 6,67 | 1  |        |        |         |         |     |     |      |      |      |      |
| 2013 | 44,84 | 11 | 18,72   | 4       | 3,75  | -     | 15,29   | 3       | 6,43   | 1      |           |           |      |    |        |        |         |         |     |     |      |      |      |      |
| 2017 | 47,34 | 11 | 14,62   | 3       | 9,00  | 2     | 6,16    | 1       | 1,75   | -      |           |           | 7,31 | 1  | 5,78   | 1      |         |         |     |     |      |      |      |      |